# 재판매 가격 유지
재판매 가격 유지(再販賣 價格 維持)는 상품의 생산, 공급자가 소매업자에게 상품의 재판매 가격을 지시하여 이를 준수하게 만드는 행위를 말한다. 재판매 가격 유지 행위(재판 행위)라고도 부른다. 메이커가 소매업자에게 상품의 가격 인하 판매를 허락하지 않는 것이 이에 해당한다.
재판매 가격 유지는 유통 단계의 자유롭고 공정한 경쟁을 저해하고 수요와 공급의 원칙에 근거하는 정상적인 가격 형성을 막음으로써 소비자들의 이익을 해칠 수 있다. 따라서 자본주의 경제 속에서 생활하는 많은 나라들에는 독점 금지법으로 이를 보호한다. 다만 예외적으로 일부 상품에 대해서는 일정한 요건의 바탕으로 재판 행위를 용인하는 경우가 있다.

## 여러 나라의 상황
| 나라       | 서적 | 잡지 | 신문 | 음악 | 참고                           |
| ---------- | ---- | ---- | ---- | ---- | ------------------------------ |
| 대한민국   | △    | △    | △    |      | 가격차 재판(10%)               |
| 미국       |      |      |      |      | 1975년 폐지                    |
| 영국       | ×    |      |      |      | 1997년 폐지                    |
| 프랑스     | △    |      |      |      | 시한재판(2년), 가격차 재판(5%) |
| 독일       | △    | △    | △    |      | 시한재판                       |
| 스웨덴     | ×    |      |      |      | 확실하지 않음1970년 폐지       |
| 노르웨이   | ◯    |      |      |      | 확실하지 않음                  |
| 네덜란드   | ◯    | ◯    |      |      | 확실하지 않음                  |
| 덴마크     | ◯    | ◯    |      |      | 확실하지 않음                  |
| 오스트리아 | ◯    | ◯    | ◯    |      | 확실하지 않음                  |
| 일본       | ◯    | ◯    | ◯    | ◯    |                                |

미국, 캐나다, 영국, 아일랜드, 이탈리아, 벨기에, 룩셈부르크, 스웨덴, 핀란드, 오스트레일리아, 뉴질랜드에서는 재판 제도는 채용되어 있지 않다.
위에 나온대로, 서적은 8개 나라, 잡지는 6개 나라, 신문은 4개 나라에 재판 행위가 용인되고 있다. 다만 독일이나 프랑스에서는 시한 재판이나 부분 재판으로 탄력적인 운영을 모색하고 있다. 음악 소프트웨어의 재판 행위를 용인하고 있는 나라는 일본뿐이다.

## 같이 보기
- 공정거래위원회
- 가격 통제
- 도서정가제